# Перота (Авелино)
Перота је насеље у Италији у округу Авелино, региону Кампанија.
Према процени из 2011. у насељу је живело 44 становника. Насеље се налази на надморској висини од 355 м.